# 선진상운
선진상운은 경기도 김포시 월곶면 김포대로 2600에 본사를 둔 김포시의 시내버스 회사이다.

## 개요
선진상운의 법인소재지는 경기도 김포시 월곶면 김포대로 2600 (갈산리)이며, 본래 시외버스, 좌석버스, 일반버스 등을 각 1개 노선(2번 좌석버스, 88번 일반버스)을 운행하는 회사였다. 그러다 2007년 8월부터 2번 좌석버스에서 일반버스로 전환하였으며, 2010년 2월부터 시작해서 단계적으로 시외버스 노선들이 일반버스로 전환되었으며, 2010년 3월부터 전 노선이 일반버스로 전환되고 신촌행 시외버스에서 직행좌석버스로 전환되어 일반버스 회사로 전환하였다.

## 연혁

### 강화운수 주식회사(현 강화티엘 주식회사) 연혁
- 1974년 4월 4일: 강화운수라는 상호로 법인 설립.
- 1999년 5월 6일: 김포시 통진면 마송리 186-8로 본사 이전.
- 2007년 5월 25일: 현 위치인 김포시 북변동 142-12로 본사 이전.
- 2010년 1월 말: 강화~김포~부천 시외버스 노선 시내버스로 전환.[1]
- 2010년 4월 23일: 영등포~김포~강화, 김포대학~개화동~안양 시외버스 2개 노선을 시내버스로 전환.[2]
- 2010년 4월 30일: 신촌~김포~강화, 신촌~김포~화도 시외버스 2개 노선을 직행좌석버스로 전환.[2]
- 2013년 8월 28일: 선진그룹의 회장 신재호가 대표이사로 취임과 동시에 선진그룹 산하 자회사로 편입되었다.[3]
- 2016년: 본사를 경기도 김포시 월곶면 김포대로 2600으로 이전하였다.
- 2016년 4월 21일: 따복버스 3번, 3-1번 신설운행
- 2016년 10월 5일: 직행버스 2000번 덕포리~신촌역 구간 신설운행
- 2018년 4월 2일: 따복버스 7번, 7-1번, 7-2번 신설운행
- 2019년 1월 2일: 강화운수 주식회사에서 운수사업 분야를 선진상운 주식회사로 분할하고 남은 법인은 강화티엘 주식회사로 상호 변경. 본사를 인천광역시 강화군 강화읍 중앙로 43 (강화여객터미널)으로 이전.

### 선진상운 주식회사 연혁
- 2019년 1월 2일: 경기도 김포시 월곶면 김포대로 2600 소재 강화운수주식회사에서 자본금 300,000,000원으로 분할설립.
- 2023년 1월 2일: 김포골드라인 혼잡 개선 대책의 일환으로 70번 노선 신설운행
- 2024년 8월 16일: 88번 노선 마곡역 ~ 영등포 구간 단축 및 송정역 회차

## 현황
2022년 1월 기준이다.
| 운행업체        | 보유 노선수 | 보유 노선수 | 보유 노선수 | 보유 노선수 | 보유 노선수 | 등록 대수 | 등록 대수 | 등록 대수 | 등록 대수 | 등록 대수 |
| 운행업체        | 노선 합계   | 광역급행    | 직행좌석    | 일반좌석    | 시내일반    | 대수 합계 | 광역급행  | 직행좌석  | 일반좌석  | 시내일반  |
| 선진상운 (선진) | 12          | -           | 2           | -           | 10          | 83        | -         | 29        | -         | 54        |

## 운행 노선

### 도시형버스
- ● 2번: 귀전리 ↔ 하성 ↔ 누산리 ↔ 전원, 수정마을 ↔ 구 시가지↔ 사우역(김포고) ↔ 풍무역 ↔ 캐슬엔패밀리 ↔ 개화역 ↔ 송정역(중)(현재 고촌역 미경유하고 고촌고,캐슬엔패밀리 이런식으로 다닌다.) (전기저상버스 운행, 경기도 공공관리제노선>
- ● 70번: 김포마루공원 - 걸포북변역 - 풍무역 - 고촌역 - 개화역 - 김포공항역 (사우역 지하차도 통과, 주말·공휴일 미운행, 출·퇴근 시간대 한정 운행 노선)
- ● 88번: 강화여객자동차터미널(강화터미널) ↔ 김포대학 ↔ 마송 ↔ 전원, 수정마을 ↔ 구 시가지 ↔ 사우역(김포고) ↔ 풍무역 ↔ 고촌역 ↔ 개화역 ↔ 김포공항역 ↔ 송정역(중) (2024년 8월 16일 마곡동 ~ 영등포동 구간 단축)
- ● 388번: 한강신도시 A지구(운양동) ↔ 모담, 한옥마을 ↔ 걸포동 ↔ 사우역(김포고) ↔ 풍무역 ↔ 고촌역 ↔ 개화역(광역환승센터) ↔ 송정역(중) ↔ 마곡수명산파크 ↔ 신월동 ↔ 남부순환로 ↔ 개봉역 ↔ 시흥대로 ↔ 석수역(중) (2013년 3월 15일 직행좌석버스 3800번 형간 전환) <경기도 공공관리제노선>

### 직행좌석버스
- ● 3000-1번: 월곶공영차고지 ↔ 김포대학 ↔ 마송(조강로) ↔ 걸포북변역 ↔ 사우역.김포고등학교 ↔ 풍무역 ↔ 고촌역 ↔ 개화역 ↔ 송정역(중) ↔ 염창역(중) ↔ 양화대교 ↔ 합정역 ↔ 홍대입구역 ↔ 동교동삼거리 ↔ 현대백화점 신촌점 (가로변) ↔ 지하 신촌역 ↔ 경의선신촌역 (구 3000번, 2024년 7월 1일부터 기점을 월곶공영차고지로 단축 및 노선 번호를 3000-1번으로 변경)
- ● G6003번: 매수리마을 ↔ 마송우회도로사거리 ↔ 통진중고등학교 ↔ 누산삼거리 ↔ 장기본동 ↔ 장기사거리.수정마을 ↔ 걸포북변역 ↔ 사우역 ↔ 풍년마을 ↔ 당산역(2020년 3월 1일 경기도 공공버스 신설 노선)

### 맞춤형버스
- ● 3번: 월곶면 ↔ 마송 ↔ 양곡 ↔ 구래동 ↔ 장기동 ↔ 걸포동 ↔ 풍년마을 ↔ 김포보건소
- ● 3-1번: 월곶면 ↔ 대명항 (주말에만 운행)
- ● 7번: 하성 ↔ 카톨릭문화원 ↔ 전류포구 ↔ 운양역 ↔ 김포우리병원
- ● 7-1번: 하성 ↔ 월곶
- ● 7-2번: 구래역 ↔ 문수산성 (주말에만 운행)

## 미운행 노선

### 시외버스

#### 시외직행버스
- ● 강화-신촌 직행: 강화여객자동차터미널 ↔ 김포대학 ↔ 마송 ↔ 북변터미널 ↔ 김포고등학교 ↔ 사우동 ↔ 고촌 ↔ 송정역 ↔ 염창역 ↔ 양화대교 ↔ 합정역 ↔ 홍대입구역 ↔ 동교동삼거리 ↔ 현대백화점 신촌점 (가로변) ↔ 지하 신촌역 ↔ 신촌터미널 (현 3000번)
- ● 화도 직행: 화도터미널 ↔ 마니산입구 ↔ 문산리마을회관 ↔ 덕포 ↔ 선두1리 ↔ 온수리 ↔ 밤나무골 ↔ 초지대교 ↔ 대명항입구 ↔ 대명초등학교 ↔ 대곶사거리 ↔ 양곡버스정류장 ↔ 북변터미널 ↔ 김포고등학교 ↔ 사우동 ↔ 고촌 ↔ 송정역 ↔ 염창역 ↔ 양화대교 ↔ 합정역 ↔ 홍대입구역 ↔ 동교동삼거리 ↔ 현대백화점 신촌점 (가로변) ↔ 지하 신촌역 ↔ 신촌터미널 (현 단축전 3100번)
- ● 외포리 직행: 외포리 ↔ 안양대학교 강화캠퍼스 ↔ 강화여객자동차터미널 ↔ 김포대학 ↔ 마송 ↔ 북변터미널 ↔ 김포고등학교 ↔ 사우동 ↔ 고촌 ↔ 송정역 ↔ 염창역 ↔ 양화대교 ↔ 합정역 ↔ 홍대입구역 ↔ 동교동삼거리 ↔ 현대백화점 신촌점 (가로변) ↔ 지하 신촌역 ↔ 신촌터미널 (3000번에 통폐합)
- ● 강화 ↔ 김포한강신도시 ↔ 김포국제공항 ↔ 청주 (한때 용남고속에서 인수해 운행하기도 하였으나 현재는 대원고속과 충북리무진에서 운행 중이다.)
- ● 강화 ↔ 김포한강신도시 ↔ 대전

#### 시외완행버스
- ● R1번: 강화여객자동차터미널 ↔ 군하리 ↔ 마송 ↔ 전원, 수정마을 ↔ 구 시가지 ↔ 김포고등학교 ↔ 사우동 ↔ 고촌 ↔ 개화역 ↔ 송정역 ↔ 발산역 ↔ 등촌역 ↔ 염창역 ↔ 당산역 ↔ 영등포시장역 ↔ 영등포역 (2010년 4월에 도시형버스로 형간전환되었고, 같은 해 7월에 88번에 통폐합되었다.)
- ● R3번: 강화여객자동차터미널 ↔ 김포대학 ↔ 마송 ↔ 전원, 수정마을 ↔ 구 시가지 ↔ 김포고등학교 ↔ 사우동 ↔ 고촌 ↔ 개화역 ↔ 김포국제공항 ↔ 송정역 ↔ 마곡수명산파크 ↔ 남부순환로 ↔ 개봉역 ↔ 석수역 ↔ 관악역 ↔ 안양역 (2010년 4월 23일 도시형버스 380번으로 전환)
- ● R3-1번: 김포대학 ↔ 마송 ↔ 전원, 수정마을 ↔ 구 시가지 ↔ 김포고등학교 ↔ 사우동 ↔ 고촌 ↔ 개화역 ↔ 김포국제공항 ↔ 송정역 ↔ 마곡수명산파크 ↔ 남부순환로 ↔ 개봉역 ↔ 석수역 ↔ 관악역 ↔ 안양역 (2010년 4월 23일 도시형버스 380번으로 전환)
- ● R33A번: 강화여객자동차터미널 ↔ 김포대학 ↔ 마송 ↔ 전원, 수정마을 ↔ 구 시가지 ↔ 김포고등학교 ↔ 풍무동 ↔ 귤현역 ↔ 임학역 ↔ 서울외곽순환고속도로 ↔ KTX광명역 ↔ 안양역 (이후 강화, 김포 구간은 폐지하고 3003번으로 번호 변경 및 부천으로 노선 변경하였다가 대원고속으로 매각 후 2009년에 폐선.)
- ● R33B번: 강화여객자동차터미널 ↔ 김포대학 ↔ 마송 ↔ 전원, 수정마을 ↔ 구 시가지 ↔ 김포고등학교 ↔ 풍무동 ↔ 귤현역 ↔ 임학역 ↔ 부천터미널 (2010년에 도시형버스 330번으로 형간전환하였다가 같은 해 7월에 폐선되었다.)

### 시내버스

#### 도시형버스
- ● 2-1번: 하성면 순환 (지금의 선진버스 201번과 202번의 전신)
- ● 8번: 강화여객자동차터미널 ↔ 김포대학 ↔ 마송 ↔ 전원, 수정마을 ↔ 구 시가지 ↔ 김포고등학교 ↔ 사우동 ↔ 고촌 ↔ 개화역 ↔ 김포국제공항 ↔ 송정역 (2012년 5월에 운행중지.)
- ● 9번: 검단 ↔ 불로동 ↔ 홈플러스 김포점 ↔ 구 시가지 ↔ 김포고등학교 ↔ 장곡 ↔ 고촌 ↔ 개화역 ↔ 방화중학교 ↔ 송정역 (2007년에 김포운수로 매각하였다. 2009년 10월에 60번에 통폐합되었다.)
- ● 9-1번: 김포이젠 ↔ 양촌산업단지 입구 ↔ 검단 ↔ 불로동 ↔ 홈플러스 김포점 ↔ 북변아파트단지 ↔ 구 시가지 ↔ 김포고등학교 ↔ 장곡 ↔ 고촌 ↔ 개화역 ↔ 방화중학교 ↔ 송정역 (2007년에 김포운수로 매각하였다.)
- ● 60번: 검단 ↔ 불로동 ↔ 홈플러스 김포점 ↔ 김포한전 ↔ 김포고등학교 ↔ 장곡 ↔ 고촌 ↔ 개화역 ↔ 송정역 ↔ 발산역 ↔ 하이웨이주유소 ↔ 강서보건소 ↔ 등촌역 ↔ 염창역 ↔ 당산역 ↔ 영등포역 (원래 김포읍-영등포 도시형버스로 운행하다가 검단으로 연장되면서 좌석버스로 형간전환하였다. 2004년 10월 15일에 다시 도시형버스로 형간전환되었고, 2007년에 김포운수로 매각하였다.)
- ● 69번: 오류동 신동아아파트 ↔ 유현사거리 ↔ 길훈4차아파트 ↔ 장곡 ↔ 고촌 ↔ 개화역 ↔ 송정역 ↔ 발산역 ↔ 하이웨이주유소 ↔ 강서보건소 ↔ 등촌역 ↔ 염창역 ↔ 당산역 ↔ 영등포역 (2007년에 김포운수로 매각하였다.)
- ● 69-1번: 오류동 신동아아파트 ↔ 유현사거리 ↔ 길훈4차아파트 ↔ 장곡 ↔ 고촌 ↔ 개화역 ↔ 송정역 (2007년에 김포운수로 매각하였다. 이후 69번에 통폐합되었다.)
- ● 80번: 강화여객자동차터미널 ↔ 김포대학 후문 ↔ 마송 ↔ 누산리 ↔ 장기지구 ↔ 일산대교 ↔ 킨텍스 ↔ 대화역 → 주엽역 → 현대백화점 → 대화역 (2013년 11월 1일 운행중단)
- ● 300번: 주엽역 ↔ 킨텍스 ↔ 일산대교 ↔ 북변터미널 ↔ 김포고등학교 ↔ 풍무동 ↔ 장기동 ↔ 계양역 (2011년 8월까지는 330번으로 운행. 2012년 10월에 폐선.)
- ● 330번: 강화여객자동차터미널 ↔ 김포대학 ↔ 마송 ↔ 전원, 수정마을 ↔ 구 시가지 ↔ 김포고등학교 ↔ 풍무동 ↔ 귤현역 ↔ 임학역 ↔ 부천터미널 (구 시외완행 33번. 2010년 7월에 폐선.)
- ● 380번: 마송 ↔ 전원, 수정마을 ↔ 구 시가지 ↔ 김포고등학교 ↔ 사우동 ↔ 고촌 ↔ 개화역 ↔ 김포국제공항 ↔ 송정역 ↔ 마곡수명산파크 ↔ 남부순환로 ↔ 개봉역 ↔ 석수역 ↔ 관악역 ↔ 안양역 (구 시외버스 3번 단축. 2010년 4월 23일 ~ 2012년 1월, 388번과 통합)
- ● 388번(구로디지털단지역 경유): 마송 ↔ 전원, 수정마을 ↔ 구 시가지 ↔ 김포고등학교 ↔ 사우동 ↔ 고촌 ↔ 개화역 ↔ 김포국제공항 ↔ 송정역 ↔ 마곡수명산파크 ↔ 남부순환로 ↔ 개봉역 ↔ 구로디지털단지역 ↔ 석수역 ↔ 관악역 ↔ 안양역 (2011년 9월 11일 ~ 2012년 8월 23일, 직행좌석버스 3800번으로 전환)

#### 일반좌석버스
- ● 6번: 대명항 ↔ 대곶면 ↔ 양곡 ↔ 누산리 ↔ 지경 ↔ 나진교 ↔ 구 시가지 ↔ 김포고등학교 ↔ 사우동 ↔ 고촌 ↔ 개화역 ↔ 송정역 ↔ 발산역 ↔ 하이웨이주유소 ↔ 강서보건소 ↔ 등촌역 ↔ 염창역 ↔ 당산역 ↔ 영등포역 (2007년에 김포운수로 매각하였다. 이후 1대로 운행하였다가 60-3번에 통폐합되었다.)
- ● 7번: 대명항 ↔ 대곶면 ↔ 양곡 ↔ 장기지구 ↔ 지경 ↔ 나진교 ↔ 구 시가지 ↔ 김포고등학교 ↔ 사우동 ↔ 고촌 ↔ 개화역 ↔ 송정역 ↔ 발산역 ↔ 하이웨이주유소 ↔ 강서보건소 ↔ 등촌역 ↔ 염창역 ↔ 당산역 ↔ 영등포역 (2007년에 김포운수로 매각하였다. 2008년 7월에 631번에 통폐합되었다.)
- ● 11번: 검단 ↔ 불로동 ↔ 홈플러스 김포점 ↔ 구 시가지 ↔ 김포고등학교 ↔ 장곡 ↔ 고촌 ↔ 개화역 ↔ 송정역 ↔ 발산역 ↔ 강서구청사거리 ↔ 등촌역 ↔ 염창역 ↔ 합정역 ↔ 홍대입구역 ↔ 지하 신촌역 (2004년 1월에 9번에 통폐합되었다.)
- ● 66번: 검단 ↔ 당하동 ↔ 백석동 ↔ 검암역 ↔ 공촌동 ↔ 계산역 ↔ 신대진아파트 ↔ 상야동 ↔ 하야동 ↔ 개화역 ↔ 송정역 ↔ 발산역 ↔ 하이웨이주유소 ↔ 강서보건소 ↔ 등촌역 ↔ 염창역 ↔ 당산역 ↔ 영등포역 (현재 인천 신동아교통에서 운행 중이다.)

#### 직행좌석버스
- ● 2000번: 화도터미널 덕포리 ↔ 온수리 ↔ 전등사 동문 ↔ 대명초교 ↔ 대곶면사무소사거리 ↔ 양곡터미널 ↔ 양곡주공7단지 ↔ 신양초등학교 ↔ 한가람마을 ↔ 복합환승센터 ↔ 솔터마을 ↔ 은여울마을 ↔고창마을.KCC ↔ 청송2.3단지 ↔ 전원, 수정마을 ↔ 북변환승센터 ↔ 김포고 ↔ 고촌 ↔ 올림픽대로 ↔ 양화대교 ↔ 합정역 ↔ 홍대입구역 ↔ 동교동삼거리 ↔ 현대백화점 신촌점 (가로변) ↔ 지하 신촌역 ↔ 경의선신촌역 (2016년 10월 5일 운행개시, 구 김포운수 3100번 노선 재운행, 2020년 9월 14일 운행 중단)
- ● 3000번: 강화여객자동차터미널 ↔ 김포대학 ↔ 마송(조강로) ↔ 걸포북변역 ↔ 사우역.김포고등학교 ↔ 풍무역 ↔ 고촌역 ↔ 개화역 ↔ 송정역(중) ↔ 염창역(중) ↔ 양화대교 ↔ 합정역 ↔ 홍대입구역 ↔ 동교동삼거리 ↔ 현대백화점 신촌점 (가로변) ↔ 지하 신촌역 ↔ 경의선신촌역 (2024년 10월 1일 신동아교통으로 이관)
- ● 3000A번: 강화여객자동차터미널 ↔ 마송(김포대로) ↔ 북변터미널 ↔ 김포고등학교 ↔ 사우동 ↔ 고촌 ↔ 올림픽대로 ↔ 양화대교 ↔ 합정역 ↔ 홍대입구역 ↔ 동교동삼거리 ↔ 현대백화점 신촌점 (가로변) ↔ 지하 신촌역 ↔ 경의선신촌역 (2020년 9월 14일 운행 중단)
- ● 3100번: 양곡버스정류장 ↔ 양곡주공7단지 ↔ 신양초등학교 ↔ 고창마을.KCC ↔ 청송2.3단지 ↔ 풍경마을 ↔ 하늘빛마을 ↔ 개화역 ↔ 송정역 ↔ 염창역 ↔ 양화대교 ↔ 합정역 ↔ 홍대입구역 ↔ 동교동삼거리 ↔ 현대백화점 신촌점 (가로변) ↔ 지하 신촌역 ↔ 신촌기차역 (2013년 12월 1일 김포운수로 이관)
- ● 3800번: 마송 ↔ 전원, 수정마을 ↔ 김포고등학교 ↔ 사우동 ↔ 고촌 ↔ 개화역 ↔ 김포국제공항 ↔ 송정역 ↔ 마곡수명산파크 ↔ 남부순환로 ↔ 개봉역 ↔ 석수역 ↔ 관악역 ↔ 안양역 (구 도시형버스 388번 전환. 2012년 8월 23일 ~ 2013년 3월 15일, 도시형버스 388번으로 전환.)
- ● G6003A번 : 매수리마을 ↔ 통진중고등학교 ↔ 누산삼거리 ↔ 걸포북변역 ↔ 사우역 ↔ 양쳔향교입구 ↔ 가양역9번출구, 우성아파트 (2024년 10월 1일 폐선)

## 보유 차종

#### 현대자동차
- 현대 카운티
- 현대 뉴 슈퍼 에어로시티
- 현대 저상 뉴 슈퍼 에어로시티
- 현대 유니시티
- 현대 뉴 프리미엄 유니버스 스페이스 럭셔리
- 현대 뉴 프리미엄 유니버스 럭셔리
- 현대 뉴 프리미엄 유니버스 프라임

#### 중통버스
- 중통 매그넘 EV

#### 황해버스
- 황해버스 E-SKY EV

#### 스카이웰
- 스카이웰 네오포스 EV
- 스카이웰 리오네 EV

#### MAN
- MAN 라이온스 시티

#### 볼보버스
- 볼보 B8RLE

## 사진

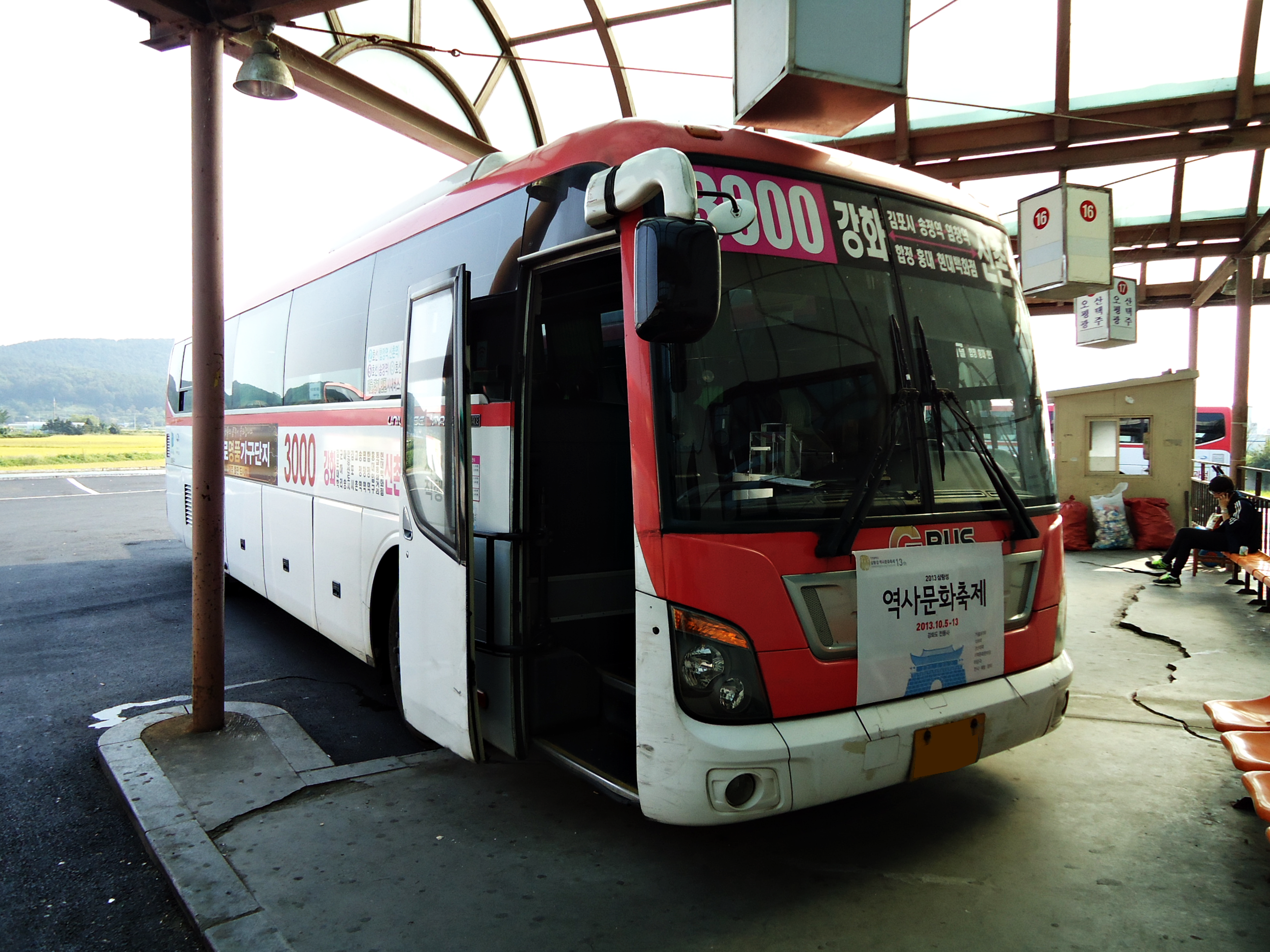
김포시내버스 3000번
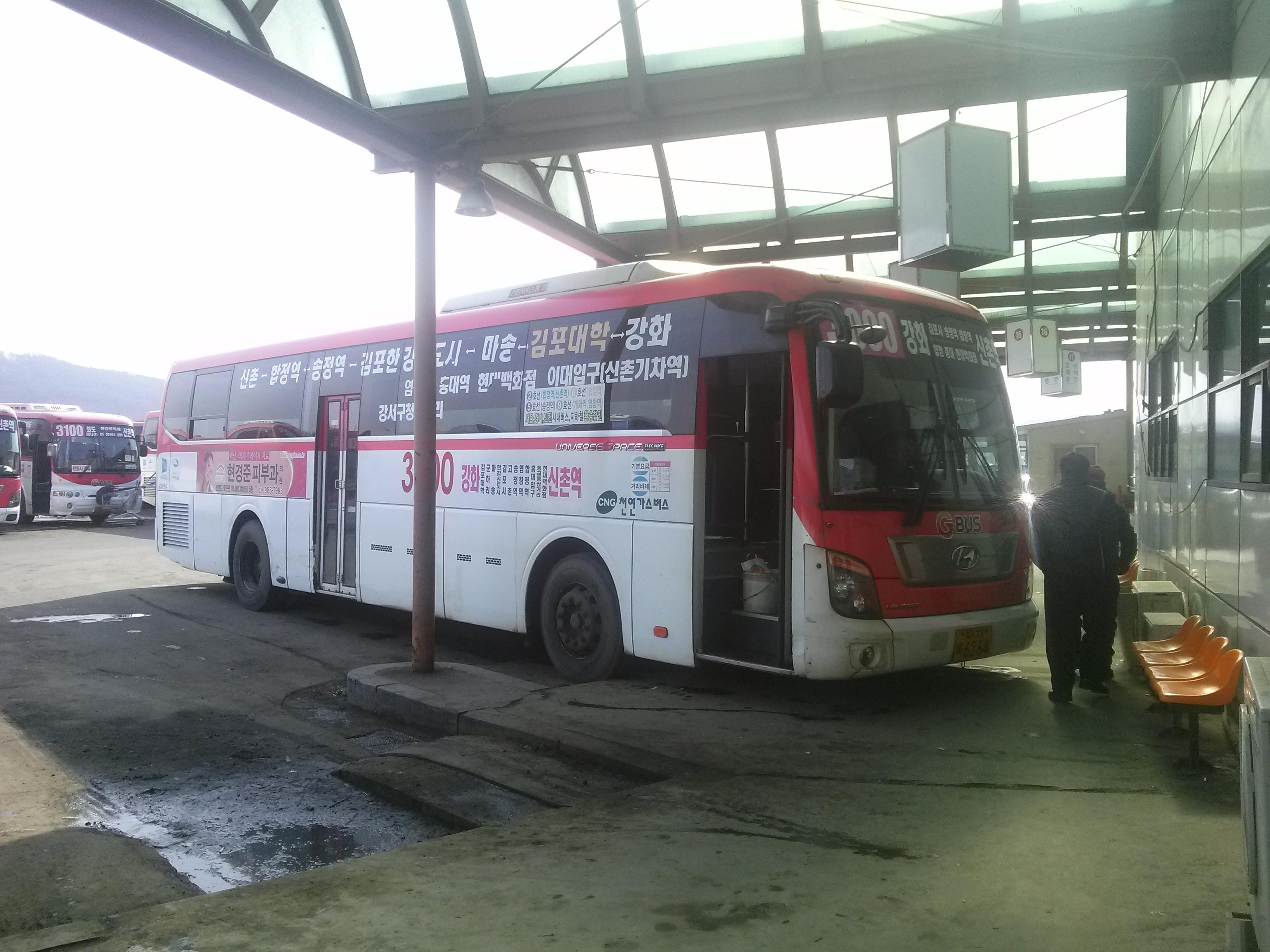
김포시내버스 3000번
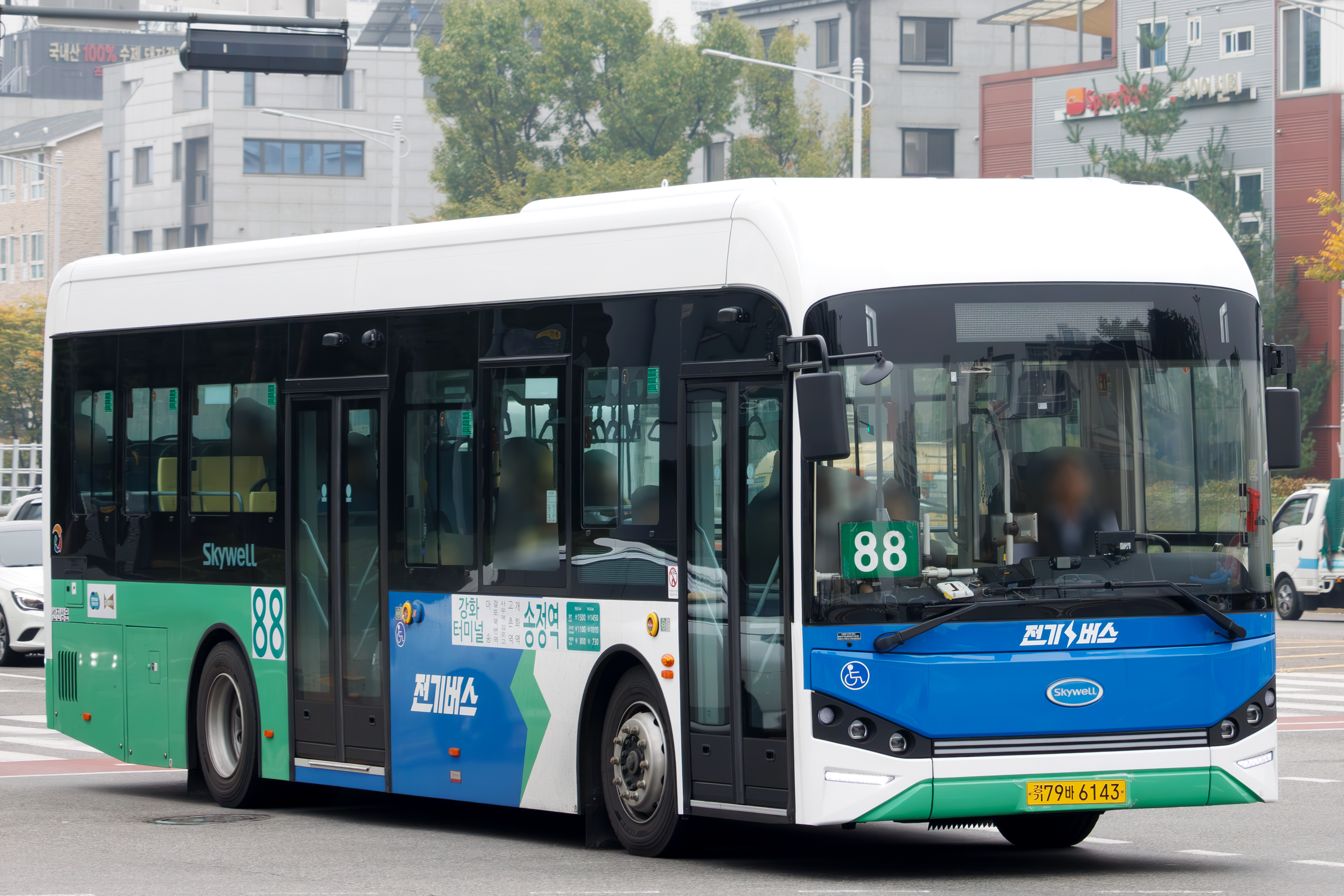
김포시내버스 88번